# Greatest Hits (álbum de Bruce Springsteen)
Greatest Hits es un álbum recopilatorio del músico estadounidense Bruce Springsteen, publicado por la compañía discográfica Columbia Records en febrero de 1995. El álbum recopila las canciones más populares de Springsteen a través de su trayectoria musical, además de cuatro temas nuevos, mayoritariamente grabados con la E Street Band en 1995.
La incorporación de las canciones nuevas fue filmada en el documental de 1996 Blood Brothers. «Murder Incorporated» y «This Hard Land» son descartes de las sesiones de grabación de Born in the U.S.A., la segunda de ellas regrabada para la ocasión, y ambas se convirtieron en canciones frecuentes durante los conciertos de Springsteen. Por otra parte, «Blood Brothers» fue frecuentemente interpretada como última canción en los conciertos de la gira de reunión de la E Street Band entre 1999 y 2000, y de la gira de promoción de The Rising. La cuarta canción, «Secret Garden», ganó notoriedad por su inclusión en la banda sonora del largometraje Jerry Maguire. Versiones alternativas de estas cuatro canciones fueron publicadas en el EP Blood Brothers.
Greatest Hits obtuvo un notable éxito comercial al alcanzar el primer puesto de las listas de discos más vendidos de numerosos países, entre ellos la lista estadounidense Billboard 200, con ventas superiores a los cuatro millones de copias, y la lista británica UK Album Chart.

## Recepción
A diferencia de trabajos anteriores, la recepción crítica de Greatest Hits fue mayoritariamente negativa. David Browne de Entertainment Weekly criticó que el álbum fuera publicado cercano a la inminente ceremonia de los premios Grammy, en la que la canción «Streets of Philadelphia» tenía cinco nominaciones. Además, señaló que las canciones del recopilatorio fueron seleccionadas en función de su éxito comercial, por lo que otras canciones importantes fueron desplazadas. Parke Puterbaugh, en su reseña para la revista Rolling Stone, también criticó el álbum, señalando que canciones de los discos Greetings from Asbury Park, N.J. y The Wild, the Innocent and the E Street Shuffle no se incluyeran en el recopilatorio. Una reseña más contemporánea, realizada por Stephen Thomas Erlewine en Allmusic, también criticó el álbum, comentando que una buena parte de los éxitos y canciones más destacadas de Bruce habían quedado fuera, promocionando The Essential Bruce Springsteen en detrimento de Greatest Hits.

## Lista de canciones
Todas las canciones escritas y compuestas por Bruce Springsteen. 
| N.º | Título                    | Álbum original (año)                | Duración |  |
| 1.  | «Born to Run»             | Born to Run (1975)                  | 4:30     |  |
| 2.  | «Thunder Road»            | Born to Run (1975)                  | 4:48     |  |
| 3.  | «Badlands»                | Darkness on the Edge of Town (1978) | 4:03     |  |
| 4.  | «The River»               | The River (1980)                    | 5:00     |  |
| 5.  | «Hungry Heart»            | The River (1980)                    | 3:20     |  |
| 6.  | «Atlantic City»           | Nebraska (1982)                     | 3:56     |  |
| 7.  | «Dancing in the Dark»     | Born in the U.S.A. (1984)           | 4:03     |  |
| 8.  | «Born in the U.S.A.»      | Born in the U.S.A. (1984)           | 4:41     |  |
| 9.  | «My Hometown»             | Born in the U.S.A. (1984)           | 4:12     |  |
| 10. | «Glory Days»              | Born in the U.S.A. (1984)           | 3:49     |  |
| 11. | «Brilliant Disguise»      | Tunnel of Love (1987)               | 4:15     |  |
| 12. | «Human Touch»             | Human Touch (1992)                  | 5:10     |  |
| 13. | «Better Days»             | Lucky Town (1992)                   | 3:44     |  |
| 14. | «Streets of Philadelphia» | B.S.O. Philadelphia (1994)          | 3:16     |  |
| 15. | «Secret Garden»           |                                     | 4:27     |  |
| 16. | «Murder Incorporated»     |                                     | 3:57     |  |
| 17. | «Blood Brothers»          |                                     | 4:34     |  |
| 18. | «This Hard Land»          |                                     | 4:50     |  |

## Personal
| Músicos - Bruce Springsteen: guitarra, voz y armónica. - The E Street Band - Roy Bittan: piano y sintetizador. - Clarence Clemons: saxofón y percusión. - Danny Federici: órgano, sintetizador y acordeón. - Garry Tallent: bajo - Max Weinberg: batería - Steven Van Zandt: guitarra en «Murder Incorporated» y mandolina en «This Hard Land». - Nils Lofgren: guitarra - Patti Scialfa: coros en «Secret Garden». - Frank Pagano: percusión en «Blood Brothers» y «This Hard Land». | Equipo técnico - Bob Clearmountain: mezclas - Ryan Freeland: ingeniero asistente. - Carl Glanville: ingeniero asistente. - Pete Keppler: ingeniero asistente. - Jon Landau: productor musical - Brian Lee: edición - Bob Ludwig: masterización - Chuck Plotkin: productor musical. - Toby Scott: grabación |

## Posición en listas
| Año  | País              | Lista                       | Posición |
| ---- | ----------------- | --------------------------- | -------- |
| 1995 | Alemania          | Media Control Albums Charts | 1        |
| 1995 | Australia         | ARIA Albums Charts          | 1        |
| 1995 | Bélgica (Flandes) | Ultratop 200 Albums         | 1        |
| 1995 | Bélgica (Valonia) | Ultratop 200 Albums         | 2        |
| 1995 | Canadá            | RPM Albums Chart            | 1        |
| 1995 | Estados Unidos    | Billboard 200               | 1        |
| 1995 | Francia           | SNEP Albums Chart           | 1        |
| 1995 | Italia            | Italian Albums Chart        | 1        |
| 1995 | Noruega           | VG-lista Albums Chart       | 1        |
| 1995 | Nueva Zelanda     | New Zealand Top 40 Albums   | 1        |
| 1995 | Países Bajos      | Mega Album Top 100          | 2        |
| 1995 | Reino Unido       | UK Album Chart              | 1        |
| 1995 | Suecia            | Albums Top 60               | 1        |
| 1995 | Suiza             | Top Albums 100              | 1        |

| Año  | Sencillo              | Lista                     | Posición más alta |
| ---- | --------------------- | ------------------------- | ----------------- |
| 1995 | «Murder Incorporated» | Billboard Mainstream Rock | 14                |
| 1995 | «Murder Incorporated» | RPM Singles Chart         | 5                 |
| 1995 | «Secret Garden»       | Billboard Hot 100         | 63                |
| 1995 | «Secret Garden»       | ARIA Singles Chart        | 92                |